# Jan Stefan Haneman

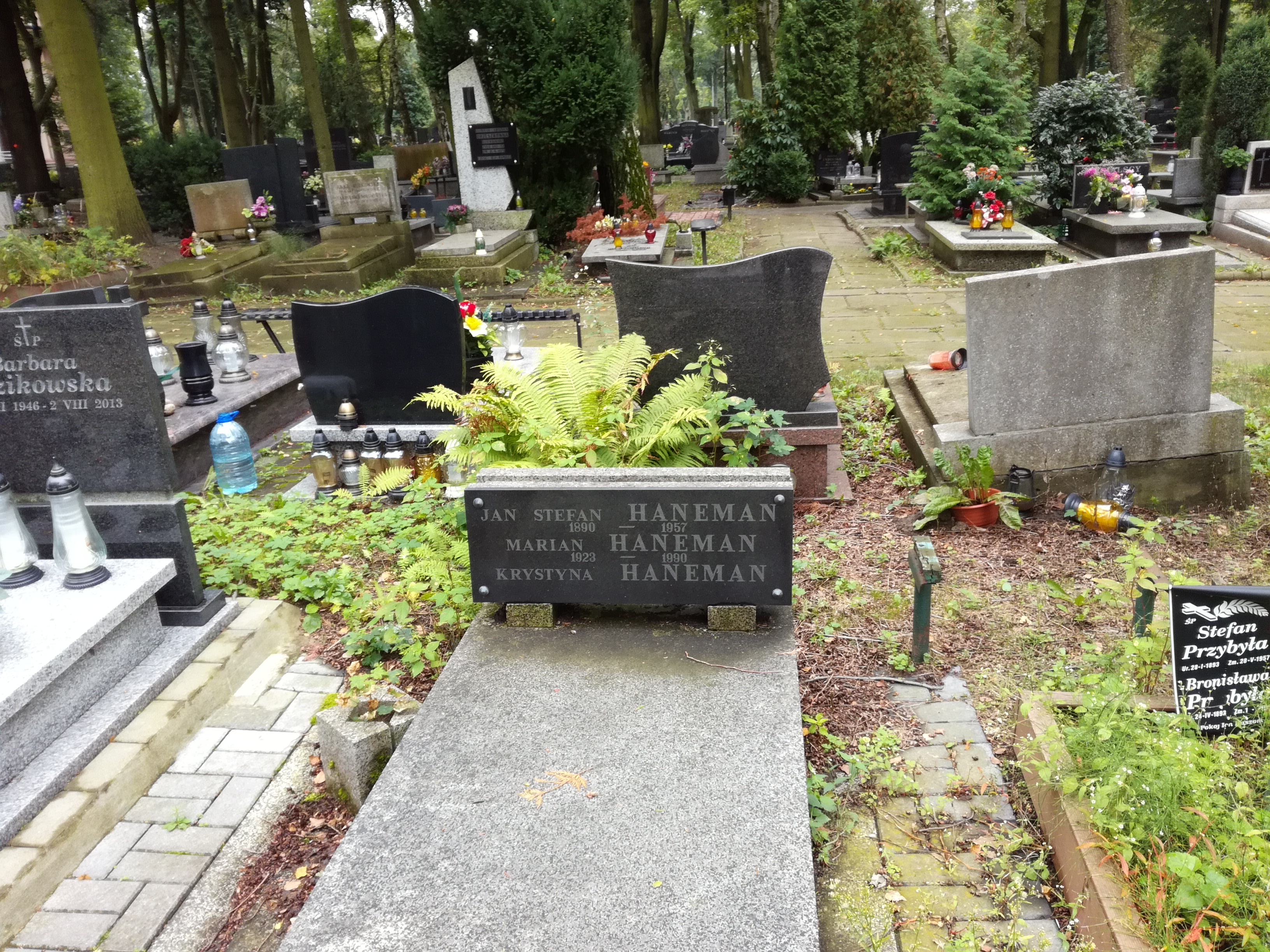
Grób Jana Stefana Hanemana na cmentarzu Doły w Łodzi

Jan Stefan Haneman (ur. 1 maja 1890 w Łodzi, zm. 11 czerwca 1957) – polski ekonomista, polityk.
W latach 1928–1946 należał do PPS. W okresie okupacji niemieckiej w konspiracji RPPS, w styczniu 1944 dokooptowany na wniosek RPPS do Krajowej Rady Narodowej. Od marca do lipca 1944 roku przebywał w Moskwie jako członek delegacji Krajowej Rady Narodowej. Od 21 lipca 1944 do 5 grudnia 1944 był kierownikiem resortu gospodarki narodowej i finansów, a następnie – do 31 grudnia 1944 – kierownikiem resortu skarbu w PKWN. Reprezentował RPPS, następnie koncesjonowaną PPS.
8 maja 1945 objął stanowisko przewodniczącego Rady Narodowej Miasta Łodzi. Funkcję tę pełnił do 1946.
Od stycznia 1944 do 20 września 1946 był posłem do KRN. W 1945 był przewodniczącym Komitetu Wojewódzkiego PPS w Łodzi. W 1946 roku usunięty z PPS. Po rehabilitacji w 1956 roku wstąpił do PZPR.
W 1945 został wiceprezesem Polskiego Związku Zachodniego.
Uchwałą Prezydium KRN z 3 stycznia 1945 odznaczony Orderem Krzyża Grunwaldu III klasy. W 1946 otrzymał Złoty Krzyż Zasługi.
Pochowany na cmentarzu komunalnym Doły w Łodzi.